# SING SING SING 6
『SING SING SING 6』（シング シング シング シックス）は、2018年4月4日にベリーグッドマンのメジャー3rdアルバムとしてユニバーサルミュージックより発売された通算6枚目のオリジナル・アルバム。[限定盤]と[通常盤]の2種類発売。品番は[限定盤]UPCH-7403、[通常盤]UPCH-2156。

## 概要
- タイトルはインディーズの1stアルバムから続くナンバリングで、グループ名の由来となったベニー・グッドマンの曲「Sing, Sing, Sing」より[1]。（以降自主レーベル設立前の7までタイトル継続）
- 前作アルバム『SING SING SING 5』からわずか半年でのフルアルバムリリース。
- 限定版は前作の『SING SING SING 5』から人気曲をアコースティックアレンジにしたライブ映像「ベリー・アコースティック・ライブ Vol.2」が収録されたDVD付き。
- オリコンチャートは最高順位13位、登場回数5週を獲得[2]。
- 4シーズン連続となる『恋んトス Season7』の主題歌「世界中のどんなラブソングよりも feat.erica」を収録。
- 「世界中のどんなラブソングよりも feat.erica」は『恋んトス』でericaとお互い主題歌を歌う縁からスペシャルコラボが決まる[3]。ericaからもメロディーやアイデアを出してもらい、歌詞も5パターンくらいあり、“この中から気に入ったものを使ってください”と提案してくれるくらい前のめりで、「世界中のどんなラブソングよりも」というフレーズもericaが出したもの[3]。
- 「Intro 〜シックス?〜」はMOCAと息子の掛け合いとなっている[4]。また息子の名前「太郎」から2曲目「Hello」へと韻が踏まれている構成[4]。
- 「in what rain」と「Remember」はRoverとHiDEXが組んでいた「Roofy」の曲をベリーグッドマンとして再制作[5]。「in what rain」は3月14日に先行配信すると、LINE MUSICで1位を獲得[5]。
- 6枚目のアルバムの6曲目に「Sixth Sense」と6にちなんだ構成。
- 「Hello」「世界中のどんなラブソングよりも」は同事務所HAND DRIPのメンバー堀次一輝がギターを演奏。
- 「とにかくこの瞬間だけは合唱したくて」のゲストコーラスとして有華、OverTone、Bliseyら大阪を拠点とするアーティストが参加、有華はピアノも演奏している。
- 制作秘話や楽曲についてメンバーが語るミニ番組「BERRY SING SING SING TALK」がYouTubeにて公開された。

## 収録曲
| #         | タイトル                                      | 作詞                    | 作曲                                    | 編曲      | 時間  |
| --------- | --------------------------------------------- | ----------------------- | --------------------------------------- | --------- | ----- |
| 1.        | 「Intro 〜シックス?〜」                       |                         |                                         |           | 0:26  |
| 2.        | 「Hello」                                     | ベリーグッドマン        | ベリーグッドマン                        | HiDEX     | 4:04  |
| 3.        | 「Musicplication」                            | ベリーグッドマン        | ベリーグッドマン                        | HiDEX     | 3:42  |
| 4.        | 「Chill Spot」                                | ベリーグッドマン        | ベリーグッドマン                        | HiDEX     | 4:13  |
| 5.        | 「in what rain」                              | ベリーグッドマン        | ベリーグッドマン                        | HiDEX     | 5:23  |
| 6.        | 「Sixth Sense」                               | ベリーグッドマン        | ベリーグッドマン                        | HiDEX     | 2:52  |
| 7.        | 「世界中のどんなラブソングよりも feat.erica」 | ベリーグッドマン、erica | ベリーグッドマン、erica、 nao（I WiSH） | HiDEX     | 4:38  |
| 8.        | 「友達の歌」                                  | ベリーグッドマン        | ベリーグッドマン                        | HiDEX     | 4:23  |
| 9.        | 「Remember」                                  | ベリーグッドマン        | ベリーグッドマン                        | HiDEX     | 3:32  |
| 10.       | 「とにかくこの瞬間だけは合唱したくて」        | ベリーグッドマン        | ベリーグッドマン                        | HiDEX     | 3:27  |
| 合計時間: | 合計時間:                                     | 合計時間:               | 合計時間:                               | 合計時間: | 36:40 |

限定版DVD
| ベリー・アコースティック・ライブ Vol.2 |                |      |            |
| #                                      | タイトル       | 作詞 | 作曲・編曲 |
| 1.                                     | 「ハイライト」 |      |            |
| 2.                                     | 「One Love」   |      |            |
| 3.                                     | 「ずっと」     |      |            |
| 4.                                     | 「You」        |      |            |

## タイアップ
| 世界中のどんなラブソングよりも feat.erica | TBS系恋愛バラエティ「恋んトス season7」主題歌                                                                               |
| SING SING SING 6                          | NBCラジオ 「MUSIC WOLF」2018年4月度エンディングテーマ(アルバムから週替わりでOA)                                             |
| Hello                                     | テレビ朝日系「Break Out」2018年3月度マンスリーアーティスト                                                                  |
| Hello                                     | 福島放送「ヨジデス」2018年3月度エンディングテーマ                                                                           |
| Hello                                     | 毎日放送/GAORA『みんなの甲子園』2018年度エンディングテーマ                                                                  |
| Hello                                     | 長崎文化放送「JUNK BOX」2018年4月エンディングテーマ                                                                         |
| Hello                                     | エフエム秋田 2018年4月度Weekly Number                                                                                       |
| Hello                                     | ABSラジオ 2018年4月度ABSウィークリーレコメンド                                                                              |
| Hello                                     | JR西日本コミュニケーションズ 高校生×JR大阪駅 黒板アートプロジェクト「#サクラサク桜橋口」プロジェクトムービー イメージソング |
| Hello                                     | 2018年神奈川県高等学校野球春季大会 生中継 決勝戦 エンディング曲                                                             |
| Hello                                     | BS朝日「スポーツクロス」エンディングテーマ                                                                                  |
| 友達の歌                                  | ABCフード&スマイルフェス テーマソング                                                                                       |

## プロ野球選手登場曲一覧
- Hello
  - 埼玉西武ライオンズ - 増田達至（2018年）
  - オリックス・バファローズ - T-岡田（2018年）
  - 東北楽天ゴールデンイーグルス - 山下斐紹（2019年）
- 友達の歌
  - 福岡ソフトバンクホークス - 川瀬晃（2020年）